# Copa Intercontinental FIBA 1977
La Copa Intercontinental FIBA de 1977 (conocida también como Copa Intercontinental William Jones) fue la décima edición de la Copa Intercontinental FIBA, máximo torneo internacional a nivel de clubes de baloncesto en el mundo. Se desarrolló en Madrid, España, del 4 al 8 de octubre de 1977 y contó con la participación de seis clubes, provenientes de Europa y América.
El 7 de octubre ante 5 000 espectadores, el local Real Madrid derrotó 115-94 al Varese italiano, coronándose a falta de una jornada para la conclusión del torneo y defendiendo exitosamente su título de 1976. Con un récord de 5-0, significó su campeonato mundial en este deporte para el club madrileño.

## Equipos participantes
Un total de seis clubes tomaron parte del certamen. Al ser España el país anfitrión, se le asignó una plaza que fue ocupada por el campeón de su Liga Nacional, Real Madrid. Por su parte, Europa y América del Sur recibieron dos y un cupo respectivamente, que fueron ocupados por los clubes campeones de los torneos continentales. 
América del Norte estuvo representado por un equipo universitario de los Estados Unidos, que contó con una plaza y por Dragones de Tijuana de México.

### Clasificación
| Evento de clasificación                    | Plazas | Clasificado(s)          |
| ------------------------------------------ | ------ | ----------------------- |
| Liga Española de Baloncesto 1976-77        | 1      | Real Madrid             |
| Copa de Europa de baloncesto 1976-77       | 2      | Maccabi Tel Aviv Varese |
| Campeonato Sudamericano de baloncesto 1977 | 1      | Atlético Francana       |
| División I de la NCAA 1976-77              | 1      | Providence Friars       |
| Invitado                                   | 1      | Dragones de Tijuana     |
| Total                                      | Total  | 6                       |

## Torneo
El campeonato se disputó bajo el sistema de todos contra todos a una sola rueda, disputándose una jornada por día. El orden de los partidos se dirimió por sorteo y fueron disputados en el Pabellón Raimundo Saporta.

### Partidos

#### 1° jornada
4 de octubre
| Equipo 1          | Resultado | Equipo 2            |
| ----------------- | --------- | ------------------- |
| Mobilgirgi Varèse | 104–87    | Dragones de Tijuana |
| Atlética Francana | 94–113    | Real Madrid         |
| Providence Friars | 80–106    | Maccabi Elite       |

#### 2° jornada
5 de octubre
| Equipo 1            | Resultado | Equipo 2          |
| ------------------- | --------- | ----------------- |
| Dragones de Tijuana | 88–112    | Atlética Francana |
| Real Madrid         | 105–97    | Maccabi Elite     |
| Mobilgirgi Varèse   | 99–89     | Providence Friars |

#### 3° jornada
6 de octubre
| Equipo 1            | Resultado | Equipo 2          |
| ------------------- | --------- | ----------------- |
| Providence Friars   | 85–82     | Atlética Francana |
| Dragones de Tijuana | 105–129   | Real Madrid       |
| Mobilgirgi Varèse   | 108–100   | Maccabi Elite     |

#### 4° jornada
7 de octubre
| Equipo 1          | Resultado | Equipo 2            |
| ----------------- | --------- | ------------------- |
| Providence Friars | 92–96     | Dragones de Tijuana |
| Real Madrid       | 115–94    | Mobilgirgi Varèse   |
| Atlética Francana | 98–101    | Maccabi Elite       |

#### 5° jornada
8 de octubre
| Equipo 1          | Resultado | Equipo 2            |
| ----------------- | --------- | ------------------- |
| Maccabi Elite     | 126–94    | Dragones de Tijuana |
| Mobilgirgi Varèse | 87–98     | Atlética Francana   |
| Real Madrid       | 103–90    | Providence Friars   |

### Tabla final
Si dos equipos poseen el mismo registro de partidos ganados y perdidos, la posición se define por el resultado del partido entre los clubes en cuestión.
|                   | Equipo              | Pld | Pts | G | P | PF  | PA  | Desempate |
| ----------------- | ------------------- | --- | --- | - | - | --- | --- | --------- |
| Medalla de oro    | Real Madrid         | 5   | 10  | 5 | 0 | 565 | 480 |           |
| Medalla de plata  | Mobilgirgi Varèse   | 5   | 8   | 3 | 2 | 492 | 489 | 1-0       |
| Medalla de bronce | Maccabi Elite       | 5   | 8   | 3 | 2 | 530 | 485 | 0-1       |
| 4.                | Atlética Francana   | 5   | 7   | 2 | 3 | 484 | 474 |           |
| 5.                | Dragones de Tijuana | 5   | 6   | 1 | 4 | 470 | 563 | 1-0       |
| 6.                | Providence Friars   | 5   | 6   | 1 | 4 | 436 | 486 | 0-1       |

| Campeón               |
| --------------------- |
| Real Madrid 2° título |

## Premios

### Mejor quinteto europeo
- Juan Antonio Corbalán - ( Real Madrid)
- Wayne Brabender - ( Real Madrid)
- Walter Szczerbiak Sr. - ( Real Madrid)
- Bob Morse - ( Mobilgirgi Varèse)
- Aulcie Perry - ( Maccabi Elite)

### Mejor quinteto americano
- Dwight Williams - ( Providence Friars)
- Paul McCracken - ( Dragones de Tijuana)
- Arturo Guerrero - ( Dragones de Tijuana)
- Bruce Campbell - ( Providence Friars)
- Adilson de Freitas - ( Atlética Francana)

### MVPo Jugador más valioso
- Walter Szczerbiak Sr. - ( Real Madrid)